# Kostel Narození Panny Marie (Klatovy)
Římskokatolický kostel Narození Panny Marie v Klatovech je arciděkanským kostelem, který začal být budován zřejmě krátce po založení města, tj. koncem 13. století. Je farním kostelem farnosti Klatovy.

## Historie kostela
Původní kostel mohl mít charakter baziliky se třemi podélnými loděmi (jednou hlavní a dvěma nižšími) a příčnou lodí oddělující kněžiště. Z původní stavby se dodnes zachovaly zbytky obvodového zdiva lodi. V druhé etapě byl postaven presbytář, který se skládá z pětibokého závěru a centrální chórové části doplněné užšími bočními prostory transeptového typu. Tato přestavba je datována na přelom 14. a 15. století. Podle farní kroniky byl kostel tehdy přeplněn věřícími až k oltáři. Pro peníze na opravu se Klatovští obrátili na pomoc do Říma k papeži Bonifáci XI, který v roce 1399 a poté v dubnu 1400 vydal listy, kterými vybízel věřící pražské, pasovské a řezenské, aby přispěli na opravu chrámu. Ten kdo přispěl almužnou a přijal v tomto chrámu svátosti o svátku svatých Filipa a Jakuba nebo v dalších dvou dnech, dostal odpustky 40 dnů. Díky těmto listům došlo nejen k opravě, ale i k rozšíření tohoto kostela. Byla odbourána apsida starého kostela, který byl zvětšen přístavbou příčné lodi, presbytáře a dvou sakristií. Tyto přestavby byly provedeny ještě před dobou husitskou.
Přestavba západní části hlavní lodi byla provedena po živelní pohromě po roce 1550. Touto pohromou byl nejspíše vichr, ten způsobil spadnutí krovu a klenutí. Celá západní část byla rozebrána a od základu znovu vybudována. Stavbu prováděl mistr Antonín v letech 1551–1558. Loď byla zaklenuta síťovými a hvězdovými klenbami.
Další významná rekonstrukce byla provedena roku 1898–1919. Celkový náklad byl vytvořen i z loterie o 6 000 losech. Tuto rekonstrukci vedl architekt Josef Fanta. Po této opravě povýšil kostel na kostel arciděkanský. Jako důvod tohoto vyznamenání uvedl biskup Šimon Bárta zdůraznění mariánského kultu. Během této rekonstrukce byly odstraněny minulé barokní úpravy a byla doplněna novogotickými prvky, které byly inspirovány rytinou Jana Willenberga z roku 1602. Byl též přenesen raně barokní portál z roku 1687 a vložen do čela bílé věže.

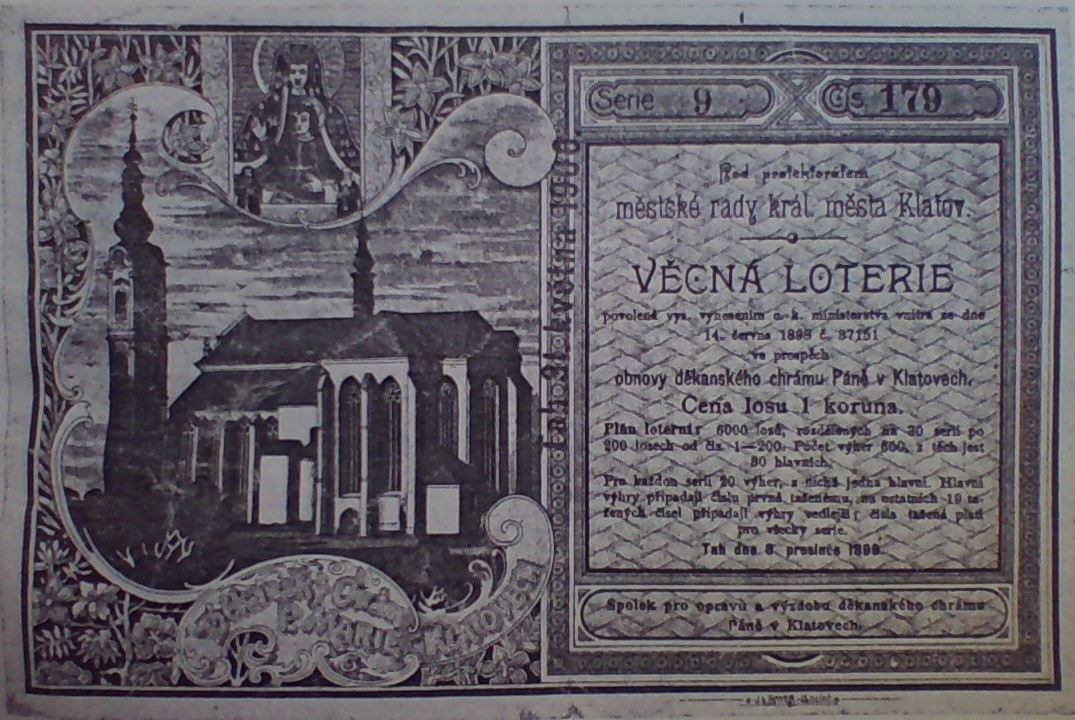
Los
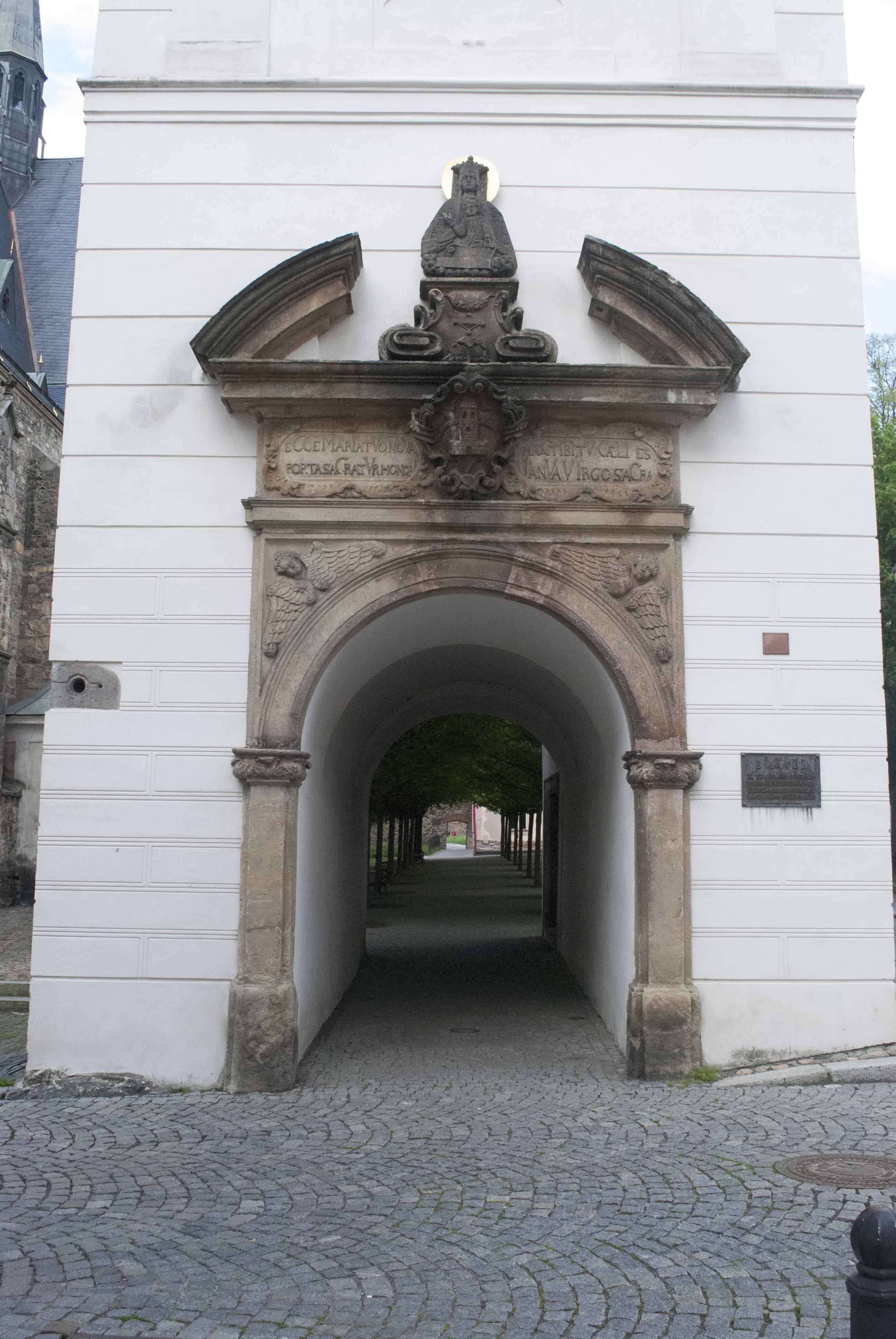
Původní portál

## Popis

### Exteriér

#### Úvod
Kostel je orientovaný východním směrem. V západním průčelí se nachází hlavní portál. V severní části je vstup na kůr, vedlejší portál, výstup na barokní emporu, další vedlejší vchod a vchod do sakristie. V jižním průčelí je vedlejší portál, barokní oliveta, vstup na druhou barokní emporu a další vedlejší vchod, který je stejně jako další vedlejší vchody dnes uzamčen. Zdi kostela jsou vystavěny z nelícované žuly. Tyto stěny drží na severní, západní a jižní straně podpěrné pilíře, mezi nimiž se nacházejí velká gotická okna. Celý chrám je zastřešen vysokou střechou se dvěma sanktusníky.

#### Nosný systém
Váha je přenášena do opěráků a čtyř nárožníků, které jsou překryty malou stříškou. Tyto opěráky jsou v západní části subtilnější a delší a naopak ve východní širší a užší.

#### Portály
Hlavní portál je tvořen ústupkovým lomeným obloukem, který je z vnější strany dekorováno kraby, a ukončen kytkou. Portál je přibližně od poloviny lemován fiálami, které vystupují z konzol ve tvaru maskaronů. V druhém plánu centrální části průčelí, nad portálem je galerie, jejíž půlkruhové postranní oblouky jsou doplněny drobnými tympanony se slepými rozetami a završenými opět kytkou. Jednotlivé pilířky římsové galerie jsou také doplněny fiálami. V centru galerie dominuje větší trojúhelníkovitý tympanon, v němž je umístěna socha Ježíše Krista. Po jeho levici a pravici jsou v galerii sochy světců. Za středovým tympanonem je centrální okno lemované fiálami a zakončené kytkou. Opakuje se zde motiv portálu z portálu. Po stranách okna jsou na konzolách sochy světců doplněné baldachýnem. Konzoly mají motivy lidské a bájné postavy.
Vedlejší portály po bocích jsou tupé lomené oblouky s mělkým žlábkem.

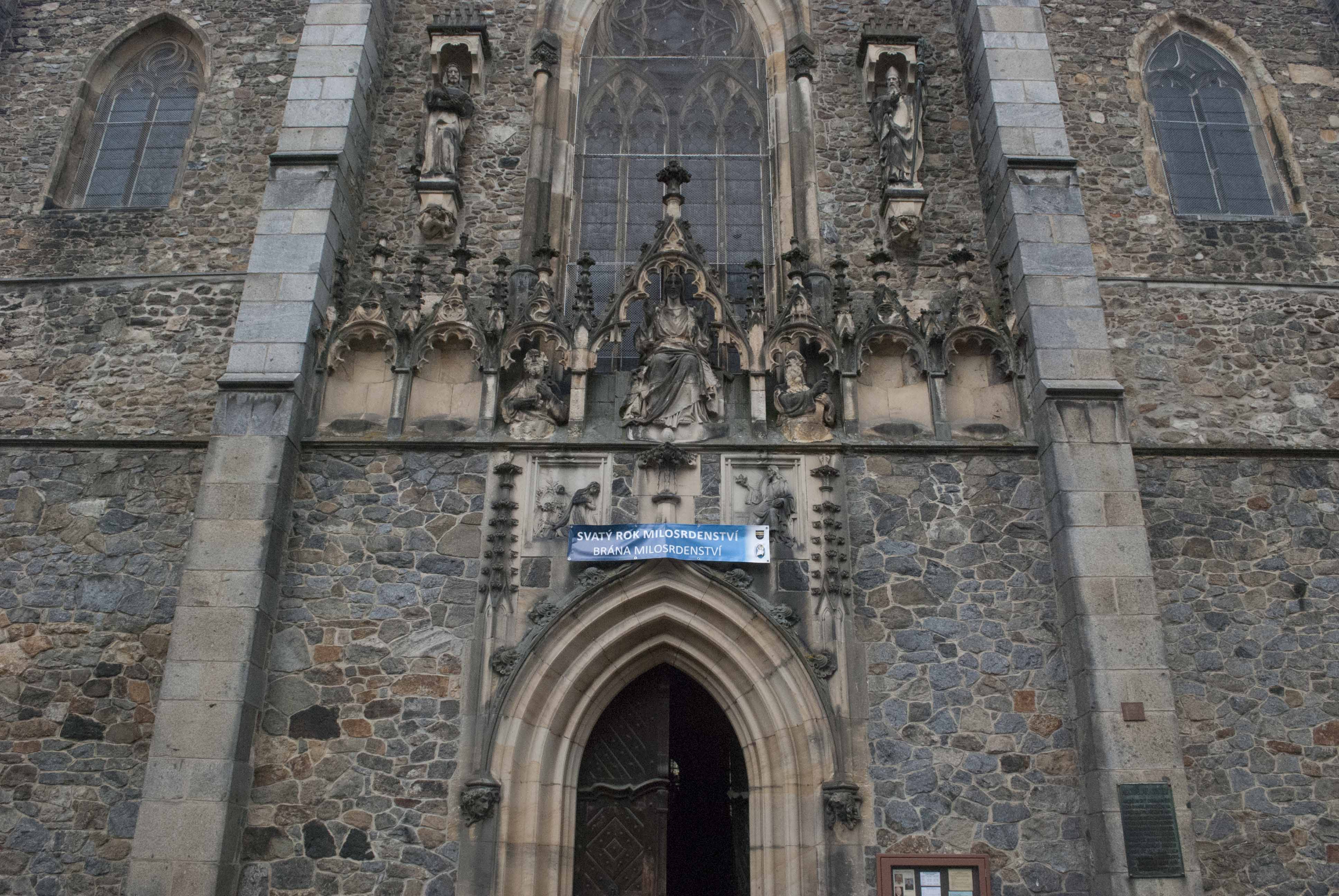
Současný portál

#### Okna
Světlo je do kostela distribuováno vysokými trojdílnými okny. Tato lomená okna mají kružbu a vitráž. Po obou stranách lodi je sedm těchto oken a čtyři menší. Ostění oken je tvořeno mělkým výžlabkem. Tvar malých oken je vyřešen jednoduchými jeptiškami. Kružby velkých oken v presbyteriu jsou tvořeny čtyřmi vzorci. První s trojicí trojlistů, v ostatních jsou vždy obsaženy tři dvojice různě ztvárněných plaménků okolo středu obrazce, který je tvořen trojlistem a oblými nebo ostře špičatými laloky. Nosíky ve středu mají tvar ostrého oslího hřbetu. Okno v závěru chrámu je vytvořeno kružbou šesticípé hvězdice, která je obkroužena ostrými křivkami a vytváří společně kruh držený dvěma menšími trojlístkovými kružbami.

#### Střecha
Hlavní nejvyšší část střechy se nachází v oblasti presbytáře. Hřeben v těchto místech vytváří pravidelný kříž, na který je poté napojen hřeben střechy nad trojlodím, který je nižší. Je zde rozmístěno dvacet jedna vikýřů a sanktusníky nad zmiňovaným křížením a na střeše hlavní lodi. Jsou výškovou dominantou celého kostela.

### Interiér
Prostor kostela je od západu členěn na hlavní loď a dvě vedlejší lodi (ve starší odborné literatuře uváděné jako síně), které jsou odděleny válcovými sloupy. V prvním západním poli trojlodí se nachází kůr. Loď je oddělena od presbytáře vítězným obloukem. Za centrální částí se nachází převýšený presbytář, který je zakončen pěti stranami pravidelného osmiúhelníku.

#### Klenby
Hlavní loď je zaklenuta osmicípou hvězdicovou klenbou. Žebra klenby mají hruškové profilování a jsou ve spojích přetínaná kromě středu hvězdic. V centru hvězdic jsou žebra spojena svorníkem. Jednotlivá žebra jsou svedena na pilíře mezi hlavní a bočními loděmi a v centru u vítězného oblouku jsou svedena do dvou jednoduchých mohutných polopřípor. Nad bočními loďmi se nachází síťová klenba parléřovského typu, která má žebra s hruškovitým profilováním. Vrcholy klenby jsou bez svorníků. Žebra jsou na zdi svedena na kuželové konzoly s půlkruhovými krycími deskami. Kůr je podklenut jednoduchou čtyřcípou hvězdicovou klenbou bez svorníků svedenou přímo do nosné stěny. Hvězdicová klenba centrální lodi je ukončena vítězným obloukem, který je profilovaný mohutným stlačeným hruškovcem lemovaným výžlabkem, oblouny a drobnými výžlabky. Za vítězným obloukem se v centrální části mezi emporami nachází jednoduchá hvězdicová klenba hruškovitého profilování žeber, která je svedena do decentních kalichovitých konzolek s prstenci. Žebra jsou spojena kulatými svorníky. Nad emporami je naznačena klenba pouze štukem. Presbytář je klenut šesticípou hvězdovou klenbou. V závěru bylo pro doklenutí použito složitějšího kombinovaného hvězdicového vzoru. Žebra jsou hruškově profilovaná a svedena do konzol nebo do přípor. Boční části presbytáře jsou zaklenuty křížovou klenbou.

#### Vybavení
V hlavní lodi jsou čtyři řady lavic z roku 1723, po levé straně vítězného oblouku je dřevěná kazatelna ze 17. století, která je na kamenné okrouhlé patce s gotickým profilováním a je nesena stojícími anděli. Po pravé straně od oltáře je křtitelnice zvonového tvaru na třech nohách se lvími hlavami z roku 1526. Pod levou emporou se nachází oltář svatého Jana Nepomuckého s řezaným rámem z velkolistého akantu, do něhož je vkomponováno osm postav českých patronů a je z roku 1700. Pod pravou emporou je oltář Nejsvětější Trojice. Na postranních oltářích po bocích hlavního oltáře se nachází obrazy svatého Josefa od I. Raaba z roku 1747 a svatého Václava od V. Malého. Hlavní oltář je barokní, tabernáklová architektura se šroubovitými sloupy z roku 1700, v centru něhož se nachází obraz neposkvrněného početí Panny Marie.

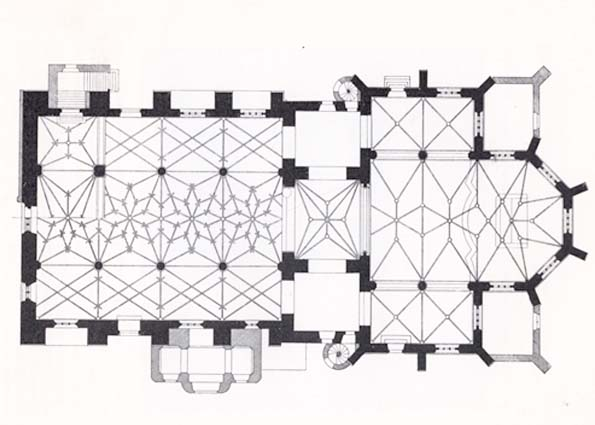
Půdorys
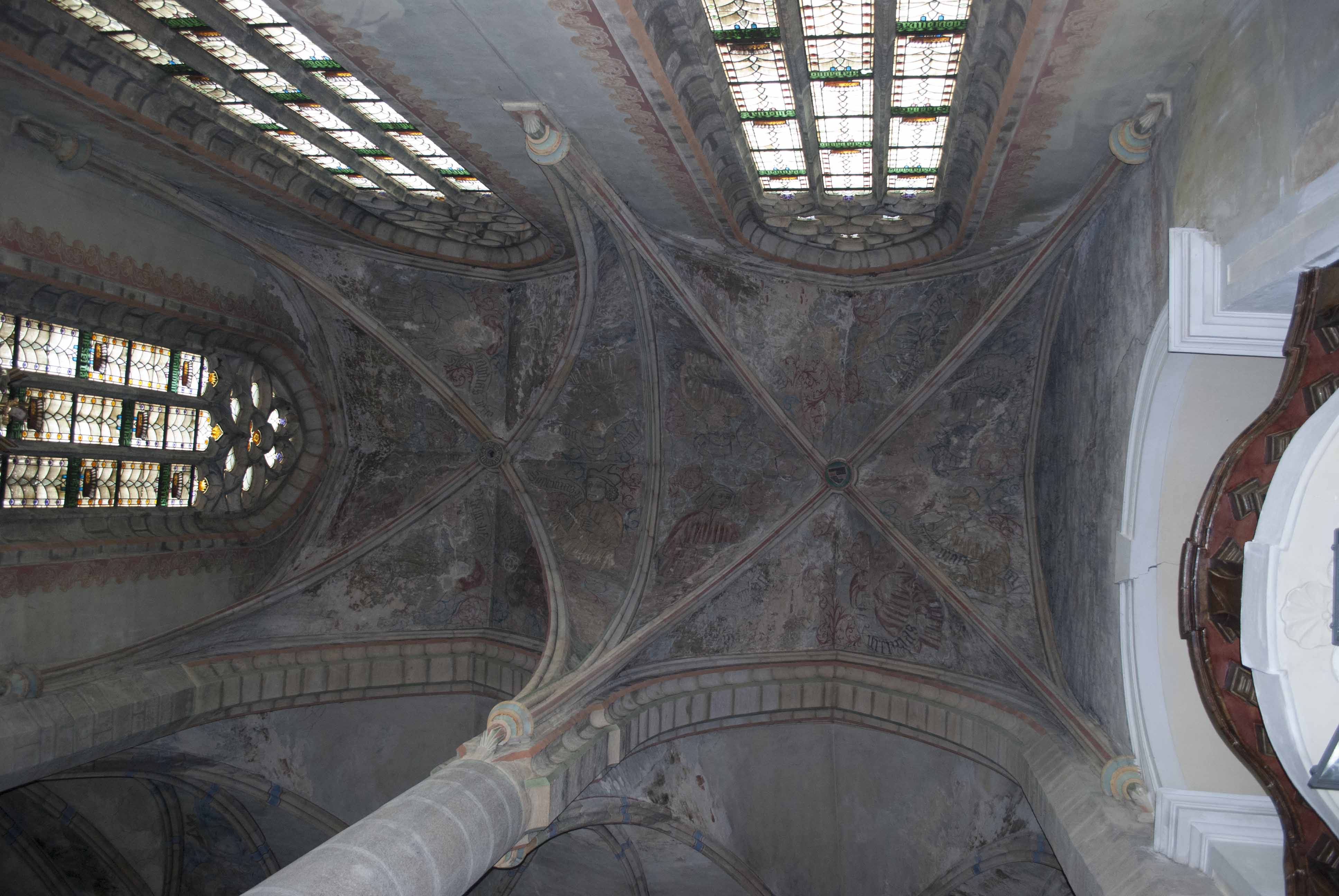
Klenba boční loď
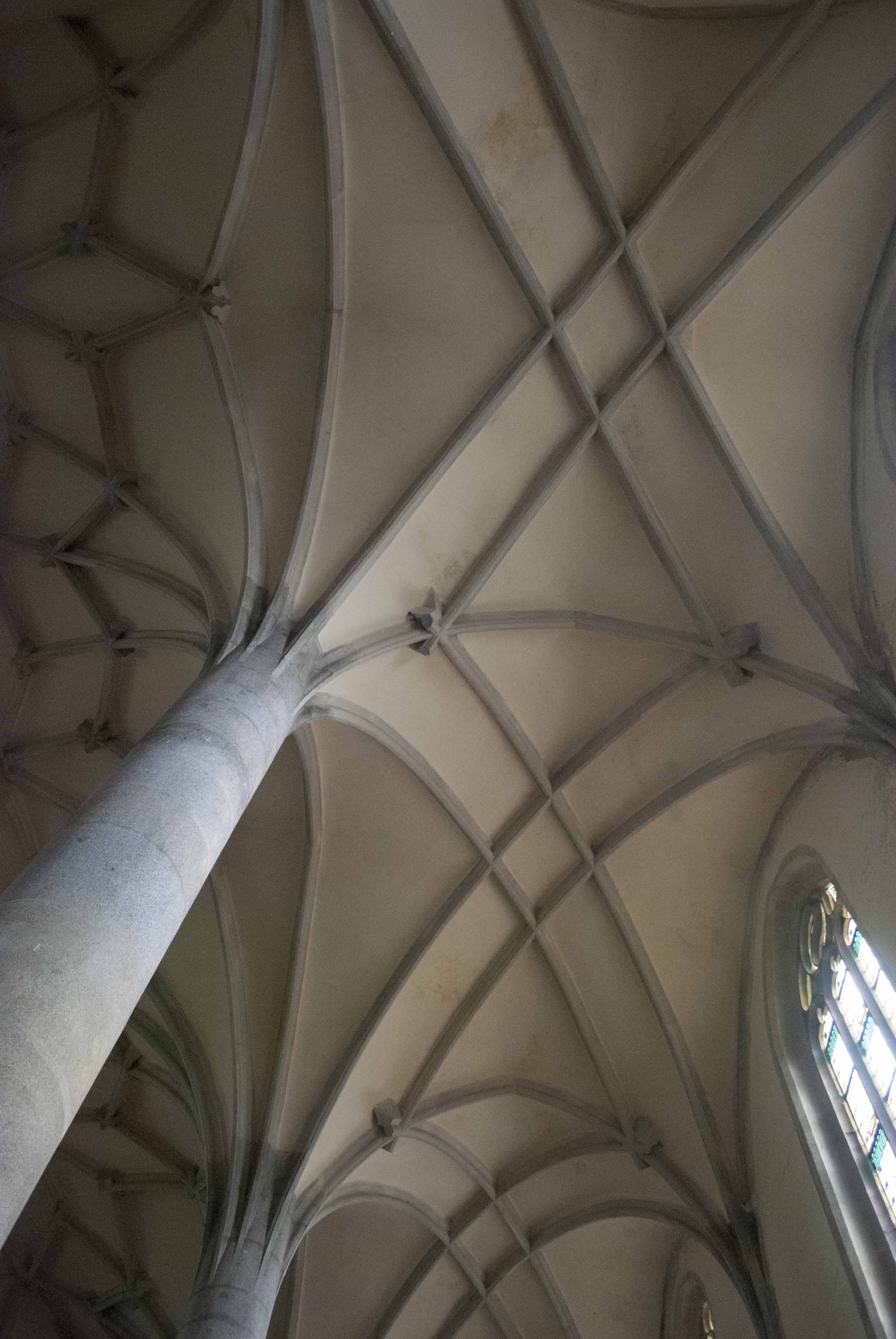
Klenba boční loď
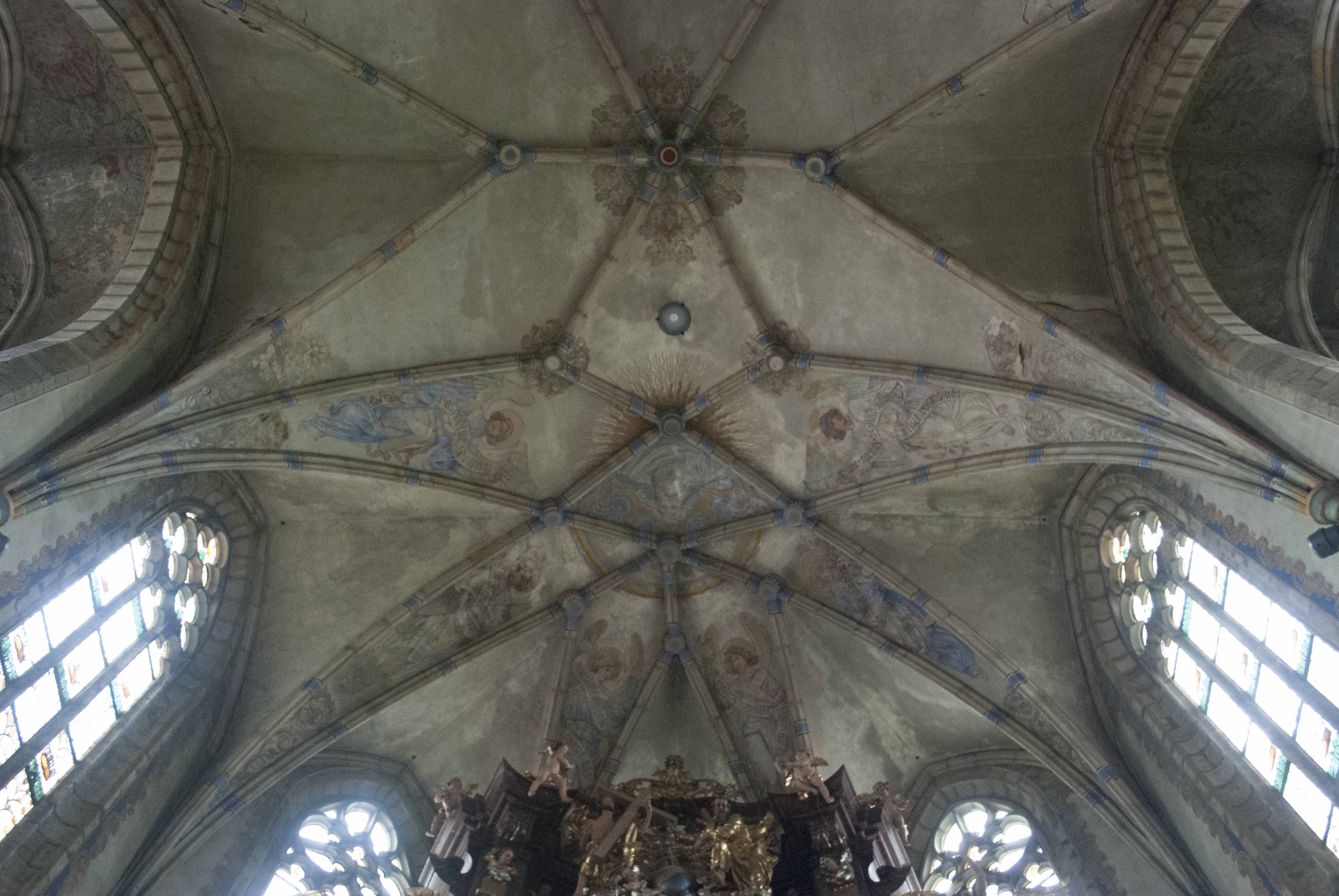
Klenba závěr presbytáře
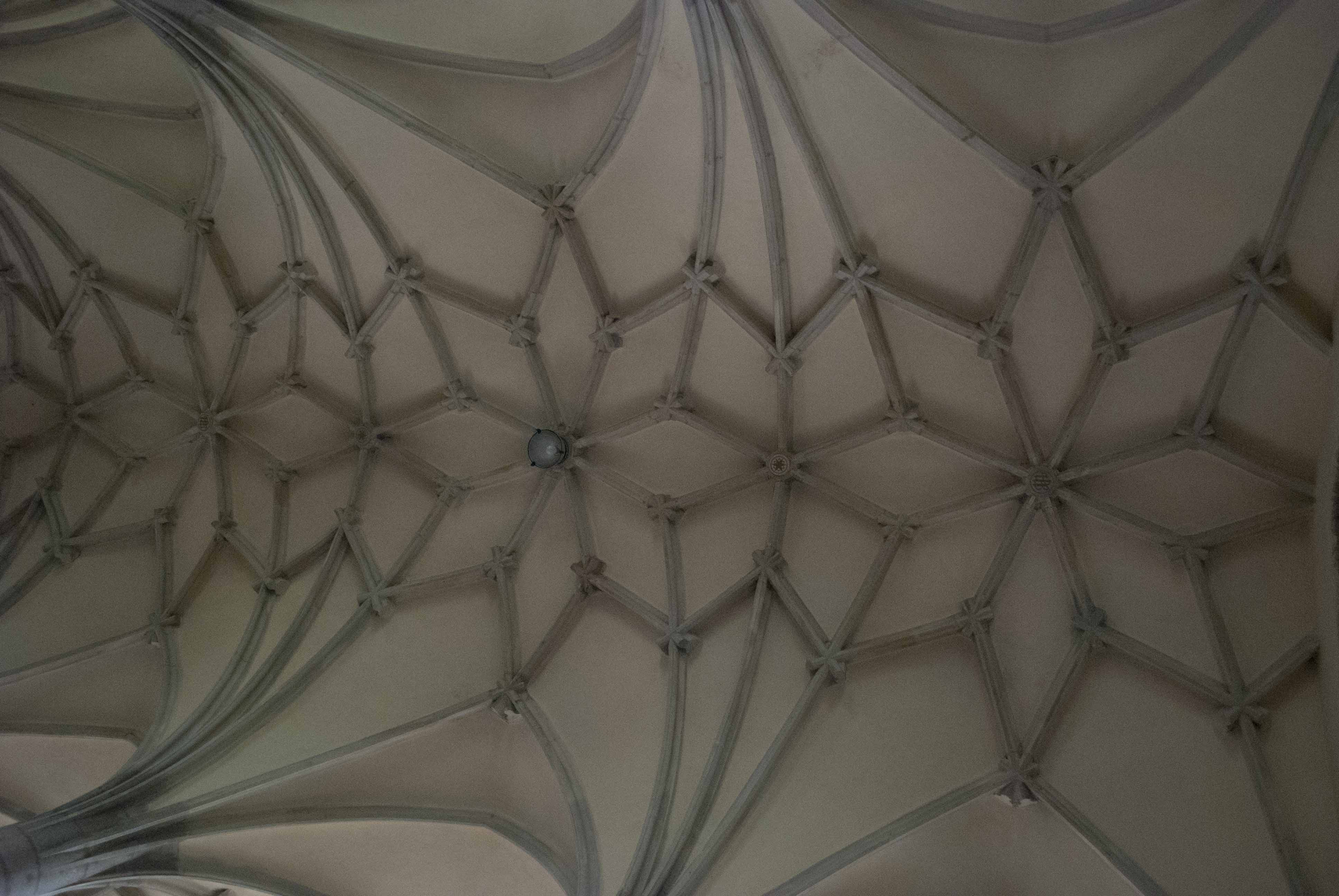
Klenba v hlavní lodi
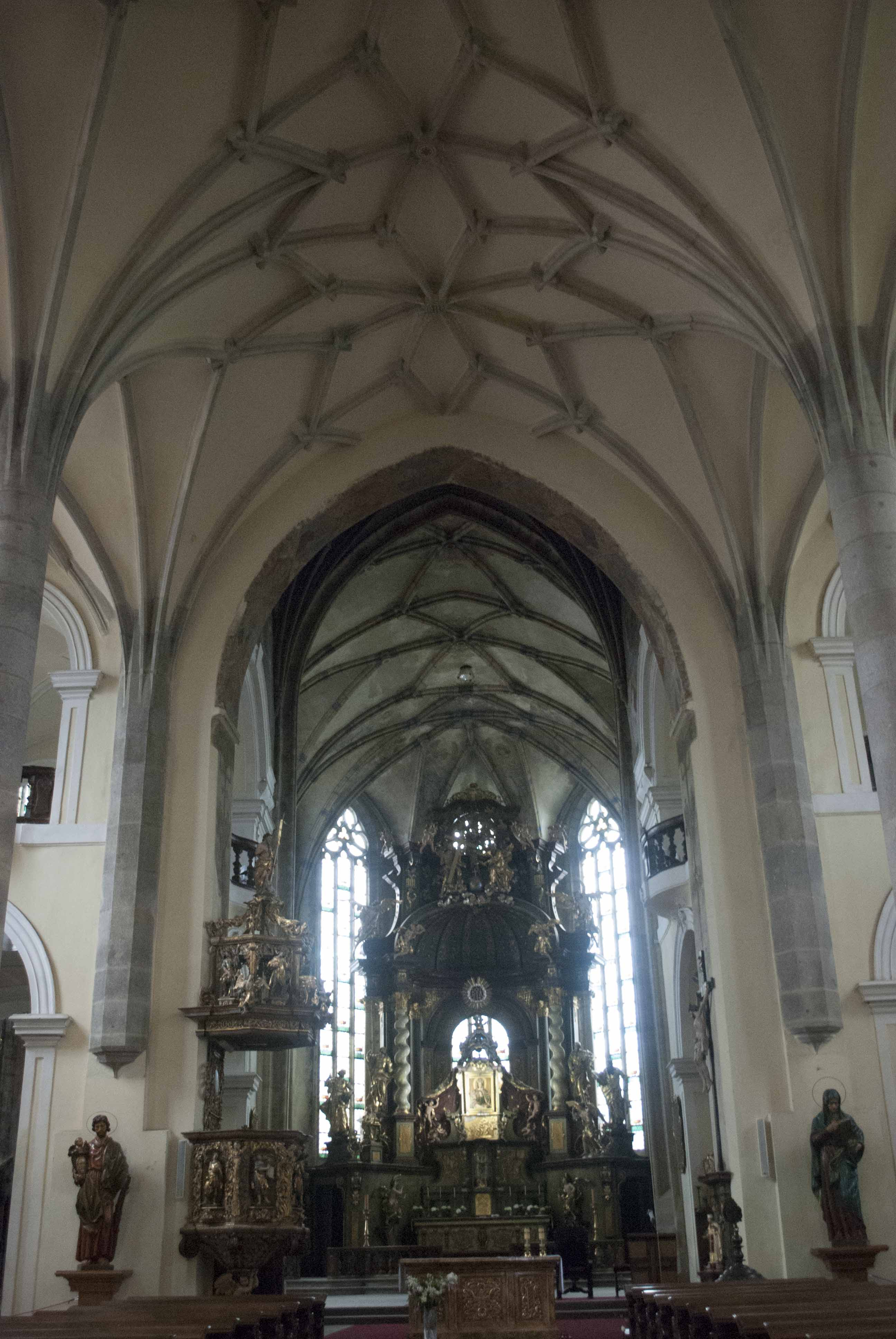
Pohled

## Bílá věž
Po přestavbě kostela v letech 1551–1558 došlo v roce 1581 i k stavbě samostatné zvonice, která měla mít vchod na ohrazené kostelní nádvoří. Věž nebyla vysoká, měla stanovou střechu a byla omítnuta maltou, což inspirovalo i její název. Byly na ni zavěšeny tři zvony. Zvonice i se zvony podlehly v roce 1615 požáru. V roce 1616 byl instalován nový zvon 40 centů těžký ulitý budějovickým zvonařem Valentinem Arnoldem a roku 1650 přibyl menší zvon ulitý domácím zvonařem Janem Picqueiem. V roce 1690 došlo k slití obou zvonů v jeden Štěpánem Picqueiem. Poté následoval další požár roku 1758 a zničená zvonice byla při opravě o patro zvýšena a překryta cibulovou bání a do ní byl vsazen zvon Maria od řezenského zvonaře Jakominiho. V roce 1850 přibyl zvon o váze 42 centů od pražského zvonaře Bellmana, který byl za první světové války v roce 1917 roztaven. Další dva zvony přibyly až roku 1930 a to zvon Václav a Pavel. Dnešní podoba zvonice má čtyři nadzemní podlaží v nejvyšším patře s okny. Měděná střecha má cibulovitý tvar.

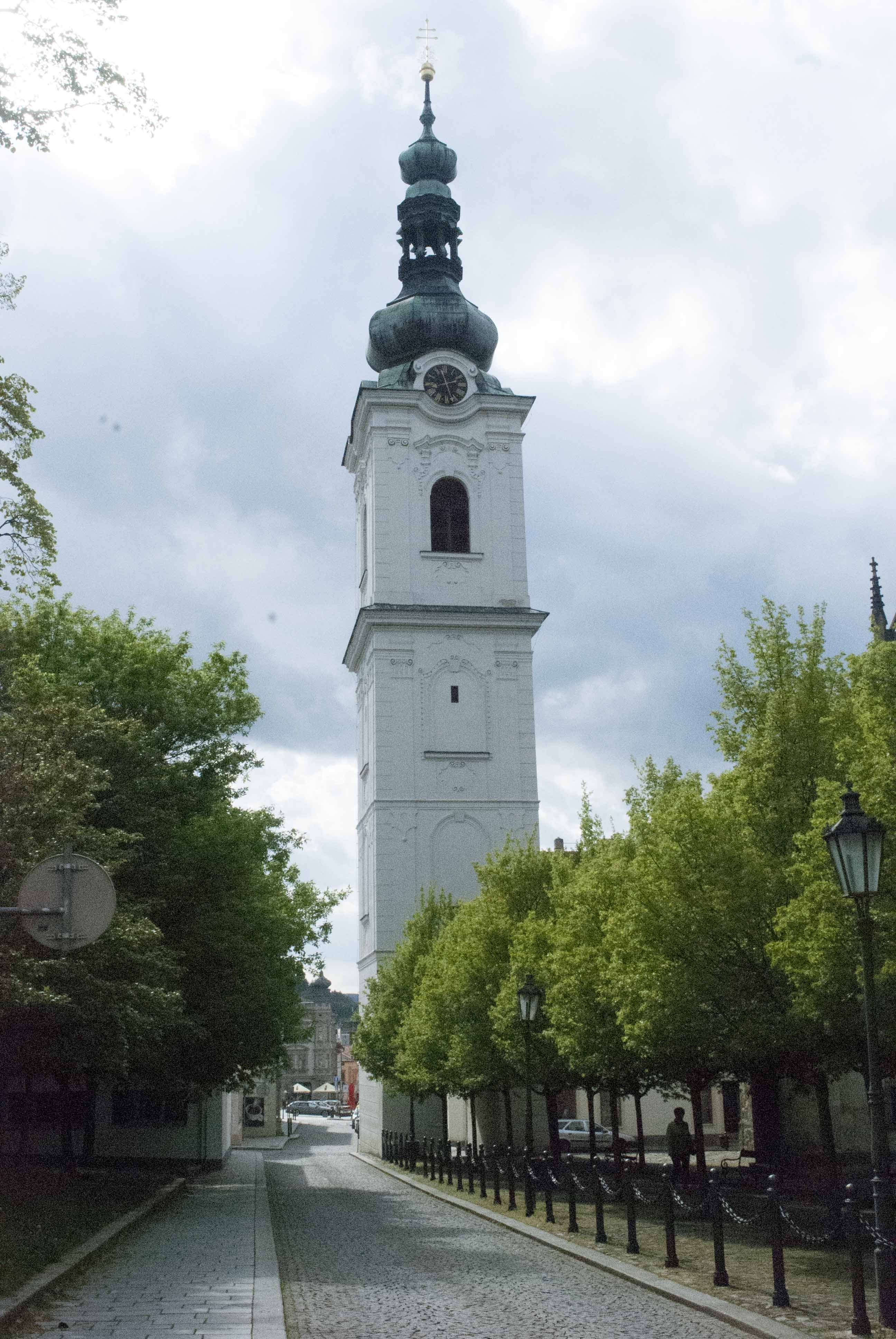
Bílá věž

## Poutě k Panně Marii Klatovské
Kostel je významným a proslulým poutním místem. Obraz Panny Marie na hlavním oltáři je kopií zázračného obrazu z kostela ve městě Re v severní Itálii. Přinesl jej do Klatov jako své jediné dědictví italský řemeslník, který se zde usadil. Když se před obrazem v největší nouzi svého života modlil 8. července 1685, začal obraz ronit krev na čele Matky Boží stejně jako originál v Re v roce 1494.
Obraz byl přenesen do kostela, aby se pravost zázraku vyšetřila a tam se ronění krve ještě několikrát opakovalo za dozoru úřadů církevních i státních.
Na obraze je latinský nápis: In cremio Matris sedes sapiencia Patris, což česky znamená: v Klíně Matky sedí moudrost Otcova.

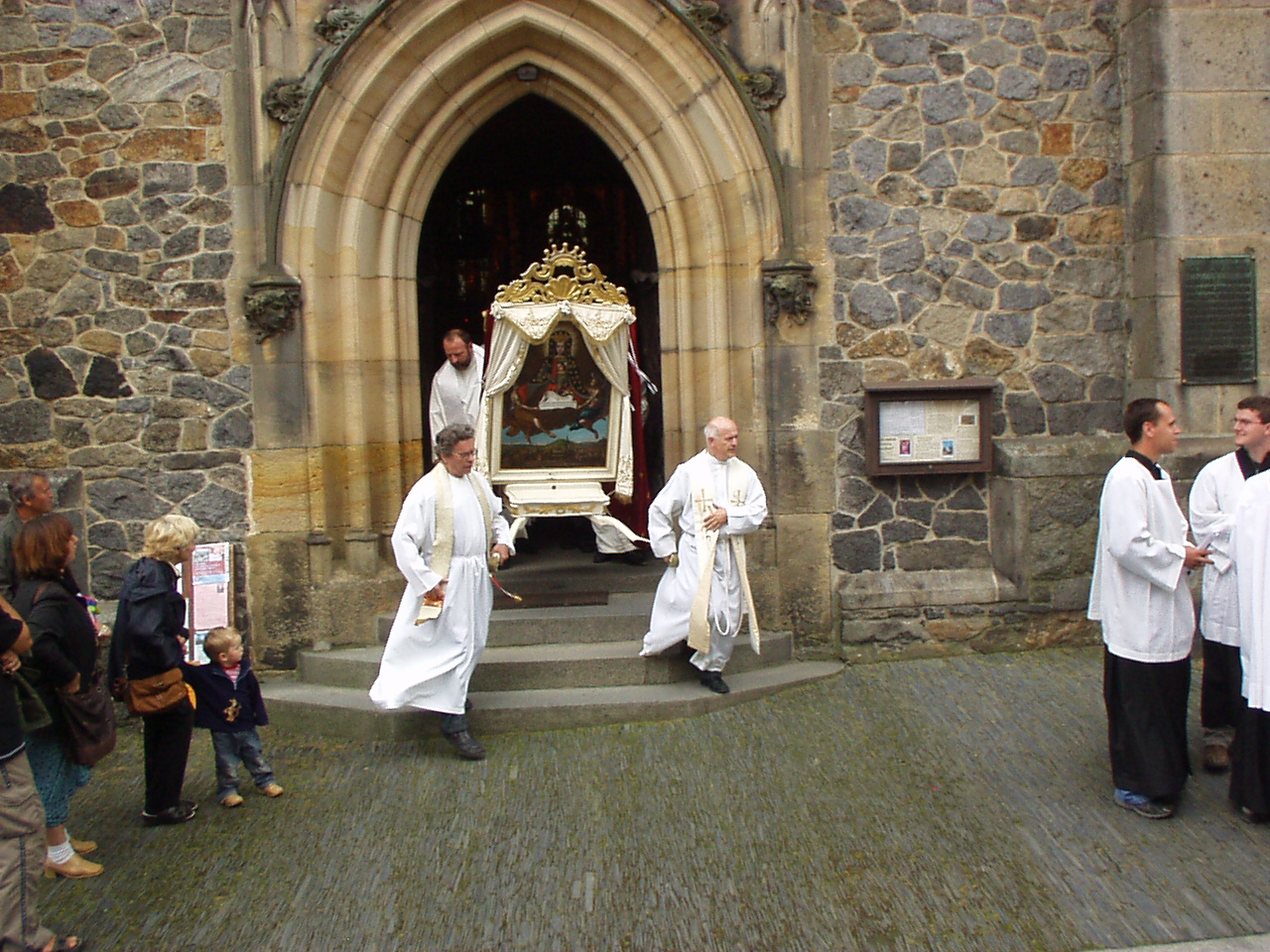
Klatovská pouť 2009 – průvod vychází z kostela
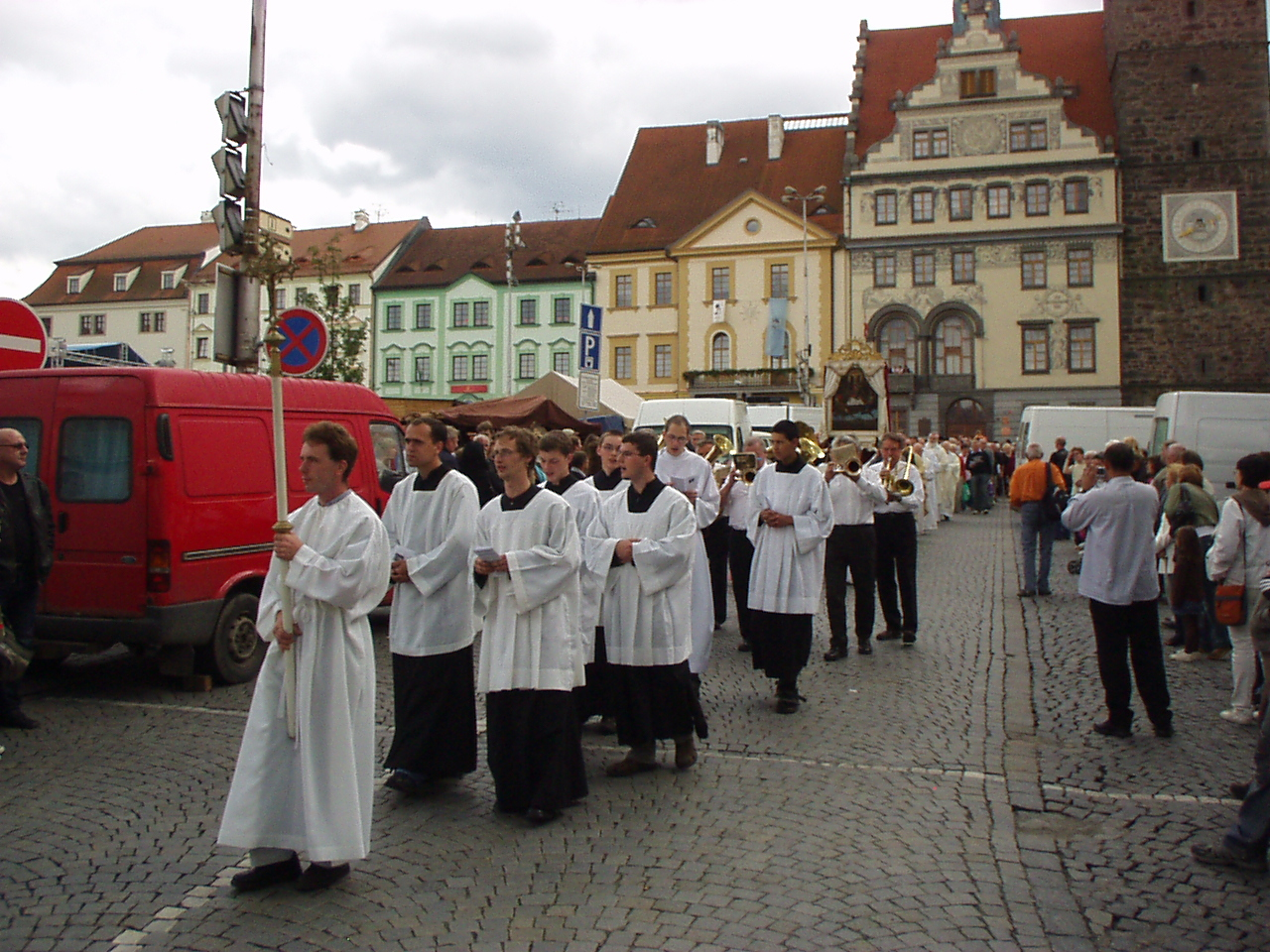
Klatovská pouť 2009 – čelo průvodu na náměstí
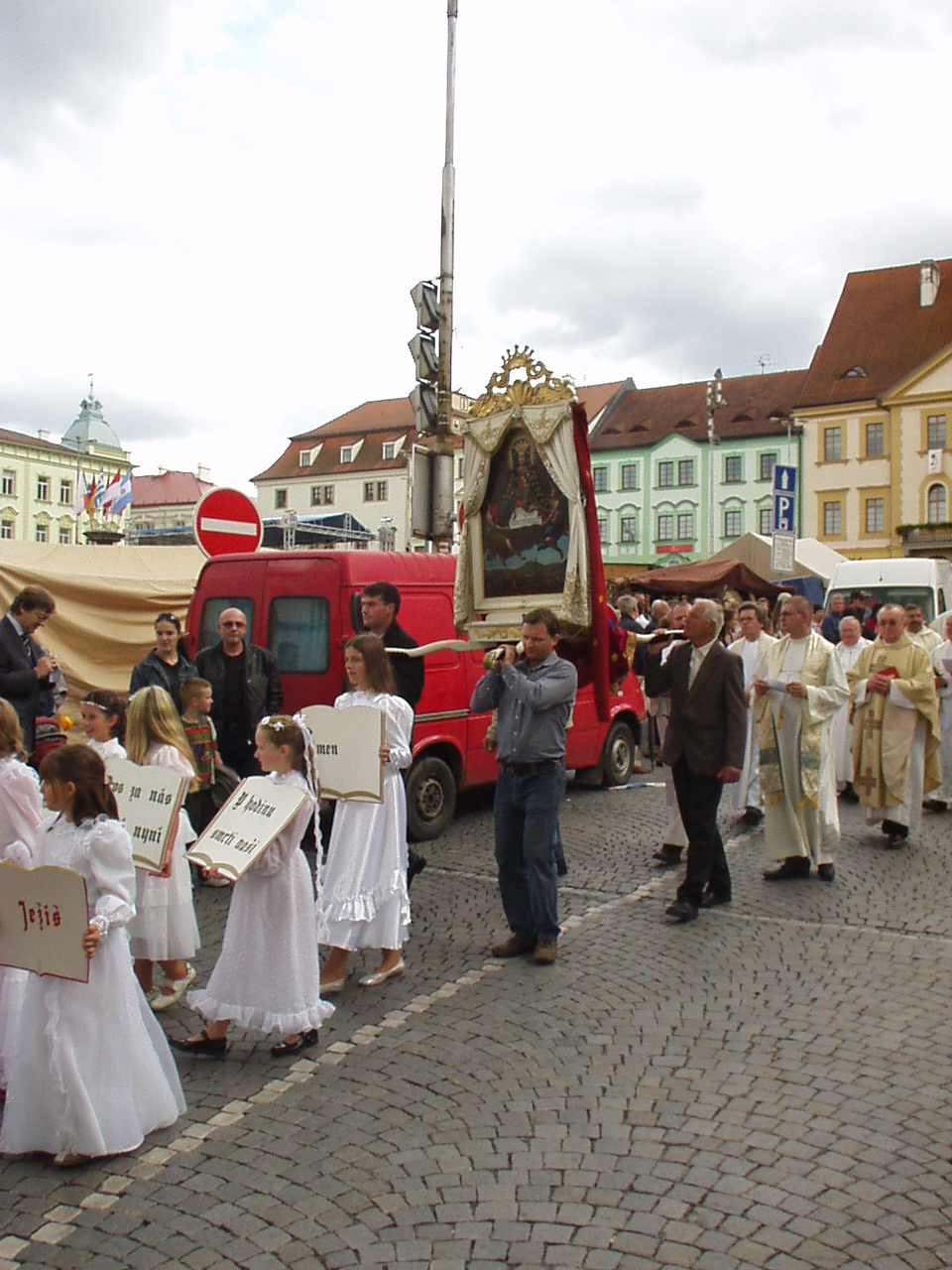
Klatovská pouť 2009 – průvod na náměstí Míru

## Fotogalerie

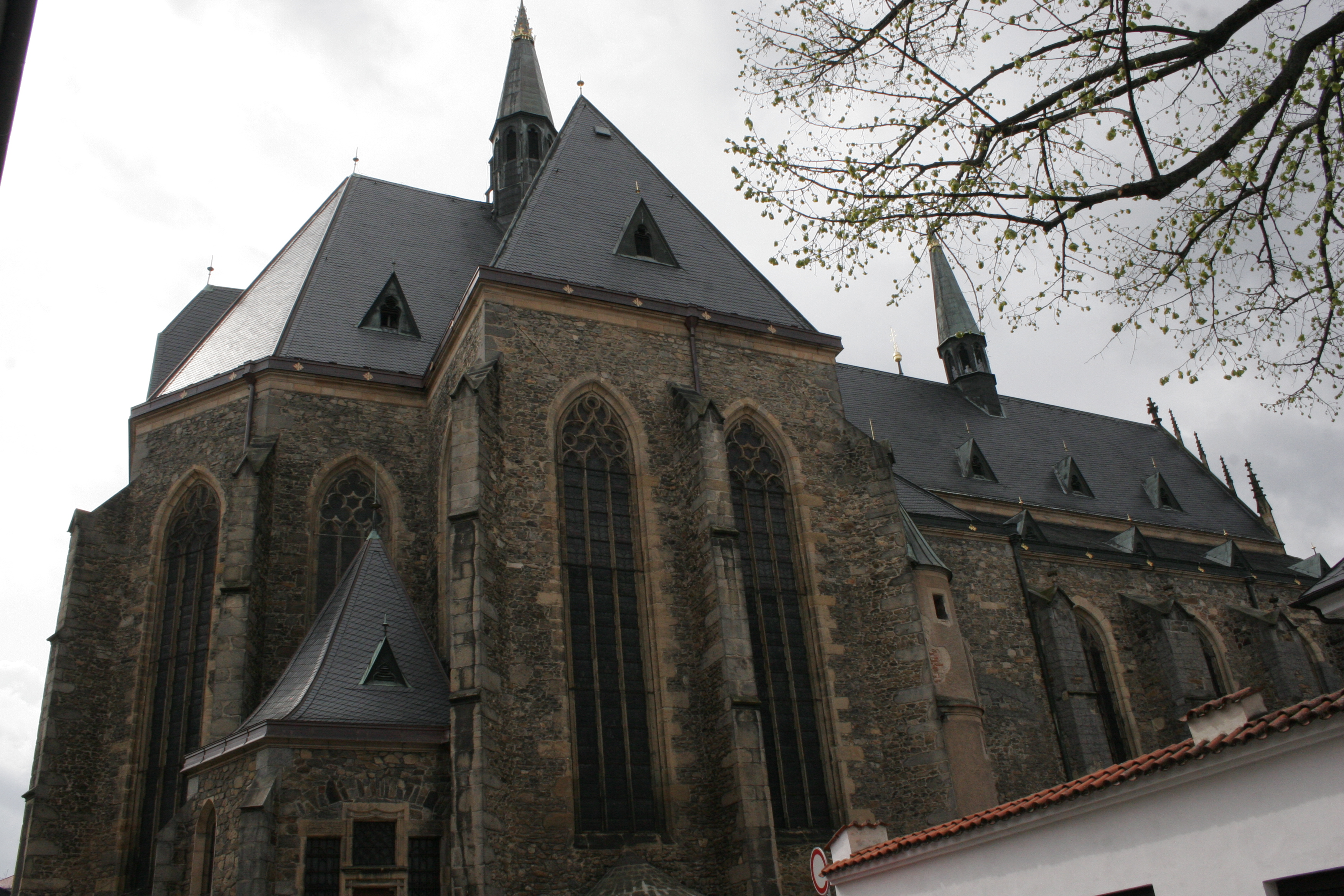
Kostel z boku
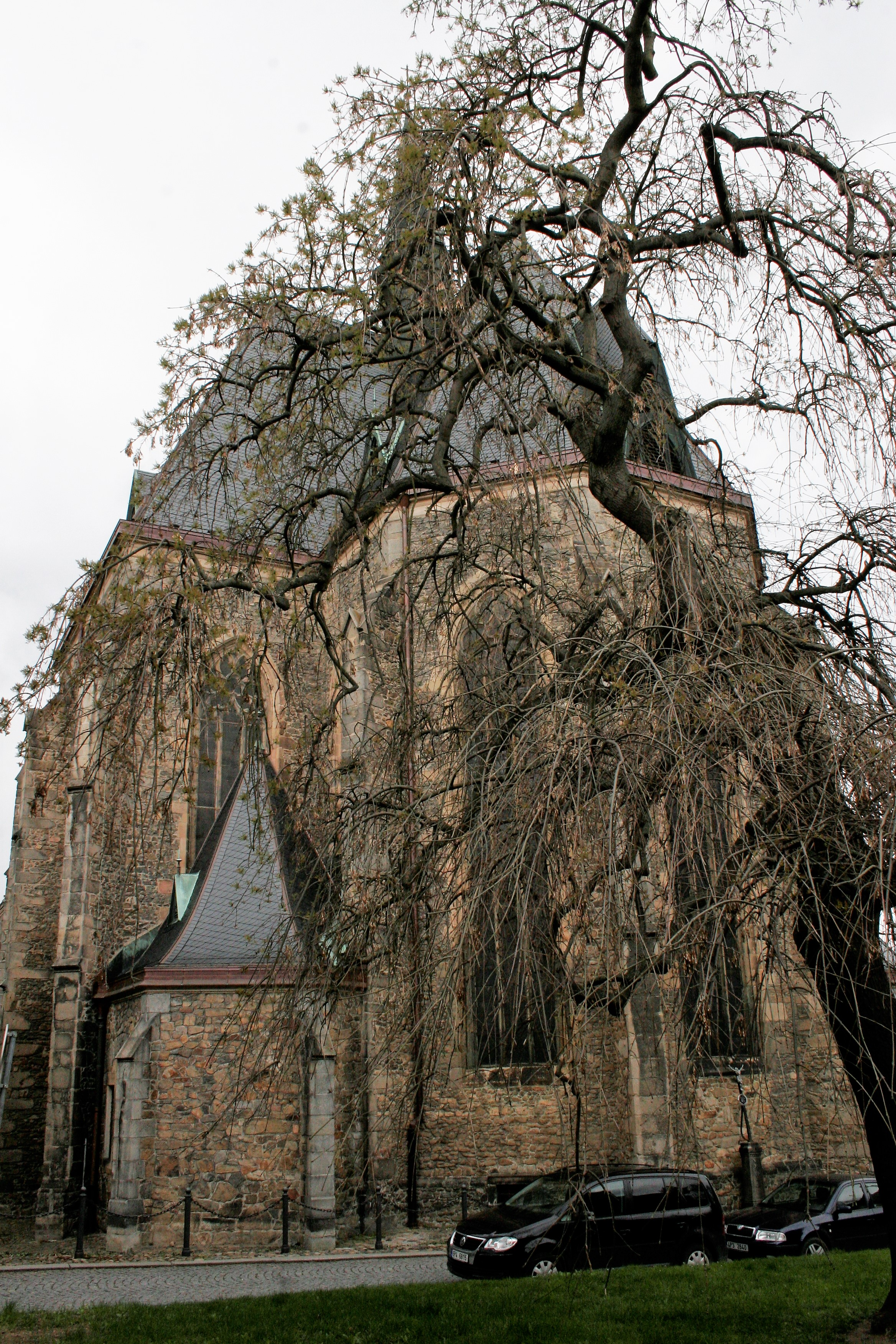
Kostel zezadu
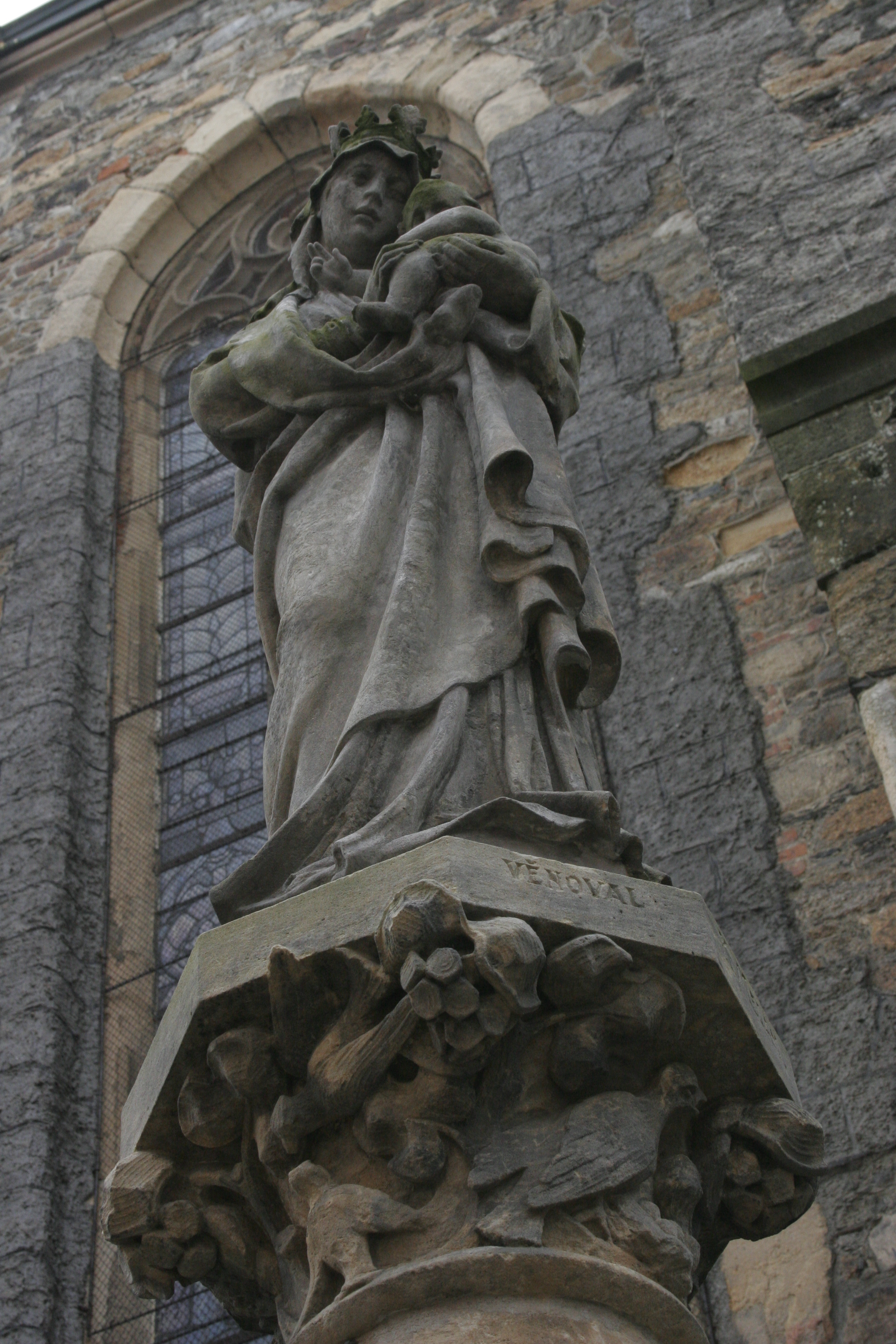
Socha u kostela